# Robert Ben Garant
Robert Ben Garant (né le 14 septembre 1970) est un scénariste, acteur et réalisateur américain.

## Filmographie

### Cinéma
- 2004 : New York Taxi de Tim Story - Scénario
- 2005 : La Coccinelle revient (Herbie: Fully Loaded) d'Angela Robinson  - Scénario
- 2005 : Baby-Sittor (The Pacifier) d'Adam Shankman - Scénario
- 2006 : Bienvenue en prison (Let's Go to Prison) de Bob Odenkirk - Scénario
- 2006 : La Nuit au musée (Night at the Museum) de Shawn Levy - Scénario
- 2007 : Balles de feu (Balls of Fury) de Robert Ben Garant - Directeur, Scénario
- 2007 : Alerte à Miami : Reno 911 ! (Reno 911!: Miami) de Robert Ben Garant - Directeur, Acteur
- 2009 : La Nuit au musée 2 d'Wilbur Wright -  Scénario
- 2014 : Jessabelle (Ghosts) de Kevin Greutert - Scénario
- 2014 : La Nuit au musée : Le Secret des Pharaons de Shawn Levy - Scénario
- 2014 jessabelle -scenario

### Télévision
- 1993 - 1995 : The State (en) - Acteur
- 1997 - 1999 : Viva Variety (en) - Créateur
- 2003 - 2009 : Reno 911, n'appelez pas ! - Créateur, Acteur, Directeur
- 2010 -... : Archer - Voix
- 2011 : Bob's Burgers - Voix